# Doppia coppia con regina
Doppia coppia con regina è un film del 1972 diretto da Julio Buchs.